# Benthana araucariana
Benthana araucariana là một loài chân đều trong họ Philosciidae. Loài này được Araujo & Lopes miêu tả khoa học năm 2003.